# オージョイフル
株式会社オージョイフル (O-JOYFUL CO., LTD.) は、近畿地方でホームセンター「オージョイフル」およびドラッグストア「オージェイ・ドラッグ」を経営していた企業。
2009年にホームセンター運営企業のダイキ（のちのDCMダイキ、現・DCM）に吸収合併され、ダイキがそのままの店舗名で承継したものの、のちに店舗名も「ダイキ」に統合された（その後「DCMダイキ」→「DCM」へ改称）。

## 概要
朝日特殊合板（現・朝日ウッドテック）の子会社として設立された株式会社ジョイフル朝日と、スーパーマーケットを展開するオークワの関連子会社の株式会社オーマートが合併し設立された。オークワと共にマツモトキヨシと業務提携していた。
2007年末にDCM Japanホールディングス（DJHD、のちのDCMホールディングス）に買収された。なおこれによりDCMグループの店舗は、三重県ではカーマとともに、それ以外の当社が展開する各府県ではダイキとともに展開されることとなった（ただし三重県では、当社が三重県南部、カーマが三重県北部・中部に出店。またその後DCMグループ入りしたケーヨーも三重県に店舗を有していたものの、2022年までに全店が閉店した）。
2009年3月、同じくDJHDの傘下にあるダイキ（前述）と営業エリアが重複するため、ダイキに吸収合併された。合併時点では、店舗ブランド名は従来通りで、運営会社のみが変更されたが、のちに店舗名も「ダイキ」に統合された。なおダイキと前述のカーマは2021年3月1日にDCMへ統合されており、旧オージョイフルの店舗の一部が同社に引き継がれている。
関東地方でホームセンターを展開しているジョイフル本田とは、ジョイフル朝日初出店の際に提携し、指導を受けていたという関係がある。
関東地方や福島県で「ジョイフル山新」ブランドを使用していたホームセンターの山新に関しては直接関係がなかった。また、ファミリーレストランのジョイフルとも一切関連がない。

## 沿革
- 1982年6月1日 - 株式会社ジョイフル朝日設立
- 1991年11月 - 株式会社オーマート設立
- 2002年8月21日 - 株式会社オーマートと株式会社ジョイフル朝日が対等合併し、株式会社オージョイフルを設立
- 2007年12月20日 - DCM Japanホールディングスが株式を取得し、子会社化。
- 2009年3月1日 - ダイキに吸収合併され、解散。

## 店舗
2008年10月21日現在の公式サイトに掲載されていた店舗
大阪府（5店舗）
- 堺市 - 美原店
- 豊中市 - 豊中店
- 岸和田市 - 岸和田店
- 吹田市 - 江坂店
- 茨木市 - 茨木店

兵庫県（5店舗）
- 神戸市 - 西神戸店
- 洲本市 - ホームマート洲本大野店
- 淡路市 - ホームマート北淡店
- 三木市 - 三木店
- 川辺郡猪名川町 - 日生中央店
- 加古郡稲美町 - 稲美店

奈良県（7店舗）
- 大和高田市 - 新庄高田店
- 天理市 - 天理店
- 橿原市 - 橿原店
- 五條市 - 五条店
- 生駒市 - 南生駒店
- 香芝市 - 真美ヶ丘店
- 吉野郡大淀町 - 大淀西店

和歌山県（6店舗）
- 和歌山市 - オーストリート和歌山北バイパス店、神前店
- 海南市 - 海南店
- 新宮市 - 新宮店
- 紀の川市 - オーストリート紀の川井阪店、打田店

三重県（2店舗）
- 熊野市 - 熊野店
- 北牟婁郡紀北町 - 長島店

残存店舗はのちに「ダイキ」→「DCMダイキ」→「DCM」と改称されている。